# نیروگاه تلمبه ذخیره‌ای ژانگوان
نیروگاه تلمبه ذخیره‌ای ژانگوان (به لاتین: Zhanghewan Pumped Storage Power Station) یک نیروگاه تلمبه ذخیره‌ای در چین است که در Jingxing County, Hebei Province واقع شده‌است.